# ハオマ
ハオマ (Haoma)とは、ゾロアスター教において重視される神酒。
ハオマはアヴェスター語形で、パフラヴィー語形ではホーム (Hōm)、
現代ペルシア語ではフーム (Hūm)と言う。
この名はインド神話のソーマに対応し、従ってインド・イラン共通時代にまで遡る
古い信仰に基づくものである。
ハオマ草を搾って造る酒であると伝えられるが、早くからその実物は手に入らなくなったようで、
儀式ではザクロの枝などで代用されている。
ゾロアスター教において、酒は狂騒をもたらす悪魔の飲み物とされ、悪神アエーシュマに属すると説く。しかし、このハオマだけは神聖な酒として特別視され、アシャ・ワヒシュタに属するとされる。
また、ハオマは神格化され、中級神ヤザタに分類されている。生命力を活性化させる力を持ち、身体を健康にし、死を遠ざけ、子孫繁栄を司る。金色の身体を持ち、高山の頂上に座すという。

## ガオケレナ
ペルシャ神話、ゾロアスター教の伝説では、世界海ヴォウルカシャ（en:Vourukasha）の中ほどに立つ生命（ハオマ）の巨木（植物）ガオケレナは、食すと癒しをもたらす性質を持ち、死者を復活させ不老不死にする。この実から作られたジュースは、不老不死の霊薬となる。ガオケレナは「雄牛の角」「雌牛の耳」の意である。
悪霊がトカゲとカエルを作り、この木を攻撃しようとしたが、10匹のカラ魚と9個の口と6個の目を持つロバによって保護された。この木には、シームルグが巣を作っている。